# Microsoft Office XP
Microsoft Office XP (кодовое имя Office 10) — офисный пакет, разработанный и распространяемый Microsoft для ОС Windows. Office XP был выпущен 5 марта 2001 года. Он является предшественником Microsoft Office 2003 и преемником для Microsoft Office 2000.
Office XP несовместим с Windows 95. Он запускается в системах, начиная с Windows 98 и Windows NT 4.0 SP6a и заканчивая Windows 8.1, причём, для запуска в последней необходимо активировать .NET Framework 3.5 SP1 в настройках операционной системы. Также он является последним Office, совместимым с Windows NT 4.0, Me, 98. Office 2003 их уже не поддерживает.
Всего для Office XP в 2001—2004 годах было выпущено 3 пакета обновлений (Service Packs). Основная поддержка закончилась 11 июля 2006 года, а расширенная 12 июля 2011 года.

## История

### Разработка
На встрече с финансовыми аналитиками в июле 2000 года Microsoft продемонстрировала Office XP, тогда известную под ее кодовым названием Office 10, в которой, как сообщается, был включен набор функций, разработанных в соответствии с стратегией .NET. В августе 2000 Microsoft выпустила бета-версию Office 10 Beta 1 для оценки продукта. В то время Office 10 характеризовался как промежуточный выпуск между его предшественником, Office 2000 и неназванной версией Office (будущий Office 2003) с особым вниманием на программу NetDocs, кодовое имя для Office InfoPath.
Стивен Синофски, старший вице-президент Microsoft Business Productivity Group, также указал, что Office 10 будет включать улучшенные возможности совместной работы и расширенную поддержку веб-сервисов. В отчетах говорилось, что Office 10 предоставит Smart Tags (ранее Smart Links), и веб-портал Digital Dashboard с веб-частями, эти функции интегрируются с SharePoint Portal Server 2001. Office XP Beta 1 был совместим с Windows 95, Windows 98, Windows NT 4.0 SP5 и Windows 2000 (Windows XP тогда ещё не вышел).
До выхода Office 10 Beta 2 было высказано предположение, что Microsoft планировала назвать новый продукт как «Office 2001», «Office 2002», «Office.NET» или «Office XP». Последний вариант был сокращен от слова eXPerience и был позиционирован как бренд, который бы подчеркивал новые впечатления, связанные с пакетом. В то время Microsoft намеревалась назвать последнюю версию Visual Studio как «Visual Studio .NET», но неизвестные источники заявили, что компания не хотела делать то же самое с Office 10, поскольку продукт был частично связан с компанией. NET. Microsoft окончательно определила «Office XP» как окончательное название продукта и использовала то-же название для Windows XP, бывшего Whistler, который был разработан вместе с Office. Несмотря на это, отдельные продукты Office XP, такие как Excel, PowerPoint и Word, продолжали использовать корпоративные соглашения об именах Microsoft в честь года и были названы в честь 2002 года (например Word 2002).
Office XP Beta 2 был выпущен для 10 000 тестеров в конце 2000 года. Во второй бета-версии были внесены некоторые улучшения в инструментах настройки, таких, как мастер пользовательского обслуживания, который позволял изменять компоненты после их установки; Сама установка использовала новую версию установщика Windows. Microsoft также прекратила поддержку продукта для Windows 95 и Windows NT 4.0 SP5. После выпуска Beta 2 Microsoft объявила о выпуске корпоративного варианта для Office XP, который позволил бы до 500 000 корпоративных клиентов оценить версию Corporate Preview Beta на 10 компьютеров на один диск; Индивидуальные копии стоят 19,95 $ по состоянию на 31 августа 2001 года.
Серийный Microsoft Office XP был выпущен 5 марта 2001 года.

### Service Pack 1
| Пакет обновления | Дата выпуска         |
| ---------------- | -------------------- |
| SP1              | 11 декабря 2001 года |
| SP2              | 21 августа 2002 года |
| SP3              | 30 марта 2004 года   |

Пакет обновления 1 (SP1) был выпущен 11 декабря 2001 года и включал многочисленные улучшения надежности и производительности, на которые влияли отчеты об ошибках, представленные пользователями Office XP. SP1 также получил улучшения безопасности для Word, Excel и PowerPoint и решил проблему, которая мешала сохранению документов в группах MSN.

### Service Pack 2
Пакет обновления 2 (SP2) был выпущен 21 августа 2002 года. Некоторые из обновлений включали кумулятивные исправления безопасности для Excel и Word для адресации потенциально вредоносного кода, встроенного в макросы документов. Версия административного обновления для пакета обновления 2 (SP2) не является обязательной - SP1 не требуется устанавливать, а для версии Client Update требуется установить сначала SP1. Только полные обновления файлов, выпущенные после SP2, могут быть применены непосредственно к клиентским версиям Office XP.

### Service Pack 3
Пакет обновления 3 (SP3) был выпущен 30 марта 2004 года. В него, как и в SP2, были включены все ранее выпущенные обновления, а также исключительные улучшения стабильности на основе отзывов и отчетов об ошибках, полученных от пользователей Office XP. SP3 не требует установки более ранних пакетов обновления. Однако, если клиент Office XP был обновлен из исправленного административного образа, должна быть установлена полная версия SP3.

## Новые возможности
Новые функции Office XP включают интеллектуальные теги, функцию поиска на основе выбора пользователя, которая распознает различные типы текста в документе, чтобы пользователи могли выполнять дополнительные действия; интерфейс панели задач, который объединяет наиболее нужные команды меню в правой части экрана для облегчения быстрого доступа к ним; новые возможности совместной работы с документами, поддержка групп MSN и SharePoint и возможность распознавания рукописного ввода и распознавания речи. В Office XP Microsoft включила несколько функций для решения проблем надежности, наблюдаемых в предыдущих версиях Office. Office XP также предоставляет отдельные утилиты Document Imaging, Document Scanning и Clip Organizer. Функция Office Assistiant (скрепка-помощник), введенная в Office 97, по умолчанию отключена в Office XP.

### Интерфейс

#### Smart Tags
Excel 2002 и Word 2002 обеспечивают поддержку Smart Tags для определенных типов текста, включая адреса, даты календаря, личные имена, номера телефонов или номера отслеживания в документах. Smart Tag обозначается пунктирным фиолетовым подчеркиванием под текстом в документе; Если над этим текстом курсор мыши отображает значок, представляющий список связанных команд при вызове, то с помощью щелчка мыши или сочетания клавиш Alt+⇧ Shift+F10. В Excel один из тегов может представлять последнюю информацию о тексте в ячейке в рабочей книге, например, в то время как Smart Tag имени контакта в документе Word может отображать параметры для отправки сообщения электронной почты или планирования встречи с этим контактом (вернее, с человеком, которому принадлежит контакт). Excel и Word поддерживают расширяемые Smart Tags, которые позволяют разработчикам и организациям отображать пользовательские команды, относящиеся к конкретной информации. Теги, используемые в программе Word, также доступны в Outlook 2002, если первый настраивается как редактор электронной почты по умолчанию.

#### Панели задач

Панель задач для создания нового документа в Word 2002

Office XP представил также новые панели задач, которые объединяют наиболее нужные команды в одно меню в правой части экрана, чтобы облегчить быстрый доступ к ним. Office XP включает в себя панели задач «Запуск», «Поиск», «Буфер обмена» и «Коллекция картинок» (клип-артов), а также панели задач, которые являются эксклюзивными для определенных программ. Например, Word 2002 включает панель задач для параметров стиля и форматирования, а программа PowerPoint 2002 включает в себя только одно меню для расположения контента в слайдах. Пользователи могут переключаться между открытыми панелями задач с помощью кнопок «Назад» и «Вперед». В раскрывающемся списке также представлены конкретные панели задач, к которым пользователи могут переключаться.
Панель задач запуска по умолчанию автоматически запускается, когда пользователи запускают одну из программ Office XP и представляет отдельные команды, чтобы открыть существующий файл, создать новый пустой файл или создать файл из шаблона, добавить сетевое местоположение или открыть справку Office. Панель задач поиска включает в себя отдельные базовые и расширенные режимы и позволяет пользователям запрашивать локальные или удаленные местоположения для файлов.
Панель задач «Вставка клипа» доступна в Excel, FrontPage, PowerPoint и Word и предоставляет опции для поиска и вставки онлайн-клипов в файлы. Буфер обмена Office был сделан как панель задач «Буфер обмена» во всех программах Office XP и может вмещать до 24 элементов буфера обмена. Это в 2 раза больше по сравнению с только 12-ю файлами в Office 2000. Элементы буфера обмена предоставляют визуальное представление, помогающее пользователям различать типы файлов. Панель задач Office Clipboard открывается, когда копируются как минимум два элемента.

## Удалённые и заменённые возможности
- Binder был заменен на Unbind, программой, которая может извлекать содержимое файла Binder. Unbind можно установить с компакт-диска Office XP[23].
- Office XP Small Business Edition удаляет менеджера клиентов Small Business во время обновления с Office 2000; Эта функция не удаляется во время обновления до версии Professional. Пользователи, которые хотят сохранить Менеджер клиентов Small Business, должны применить патч Small Business Tools 2000 со второго компакт-диска Office 2000 до перехода на версию Small Business Edition Office XP[24].
- Карта Microsoft была удалена из Excel 2002[25].
- В Excel 2002 несколько надстроек больше не доступны. Некоторые, но не все, интегрированы в Excel 2002 и, таким образом, становятся излишними[26][27].
- Файлы .DBF для Samples.xls и два японских шаблона удалены в Excel 2002.
- В PowerPoint 2002 надстройка «Пользовательские саундтреки» больше не поддерживается, и параметр «Получатель маршрутизации» в меню «Отправить» был удален.
- В Outlook 2002 был удален ряд функций[26][27].

## Редакции
| Вариант         | Standard for Students and Teachers | Standard  | Standard (для обновлений) | Plus!     | Small Business | Professional | Professional Special | Professional включая Publisher | Professional включая FrontPage | Developer       |
| --------------- | ---------------------------------- | --------- | ------------------------- | --------- | -------------- | ------------ | -------------------- | ------------------------------ | ------------------------------ | --------------- |
| Лицензия        | Академическая                      | Розничная | Розничная                 | Розничная | OEM            | Розничная    | Retail               | OEM                            | Неизвестно                     | Розничная, MSDN |
| Word 2002       | Да                                 | Да        | Да                        | Да        | Да             | Да           | Да                   | Да                             | Да                             | Да              |
| Excel 2002      | Да                                 | Да        | Да                        | Да        | Да             | Да           | Да                   | Да                             | Да                             | Да              |
| Outlook 2002    | Да                                 | Да        | Да                        | Да        | Да             | Да           | Да                   | Да                             | Да                             | Да              |
| PowerPoint 2002 | Да                                 | Да        | Да                        | Да        | Нет            | Да           | Да                   | Да                             | Да                             | Да              |
| Access 2002     | Нет                                | Нет       | Да                        | Да        | Нет            | Да           | Да                   | Да                             | Да                             | Да              |
| Publisher 2002  | Нет                                | Нет       | Нет                       | Да        | Да             | Нет          | Да                   | Да                             | Нет                            | Нет             |
| FrontPage 2002  | Нет                                | Нет       | Нет                       | Нет       | Нет            | Нет          | Да                   | Нет                            | Да                             | Да              |
| Developer tools | Нет                                | Нет       | Нет                       | Нет       | Нет            | Нет          | Нет                  | Нет                            | Да                             | Да              |
| MapPoint 2002   | Нет                                | Нет       | Нет                       | Нет       | Нет            | Нет          | Нет                  | Нет                            | Нет                            | Нет             |
| Visio 2002      | Нет                                | Нет       | Нет                       | Нет       | Нет            | Нет          | Нет                  | Нет                            | Нет                            | Нет             |
| Project 2002    | Нет                                | Нет       | Нет                       | Нет       | Нет            | Нет          | Нет                  | Нет                            | Нет                            | Нет             |